# Yella-Hertzka-Park

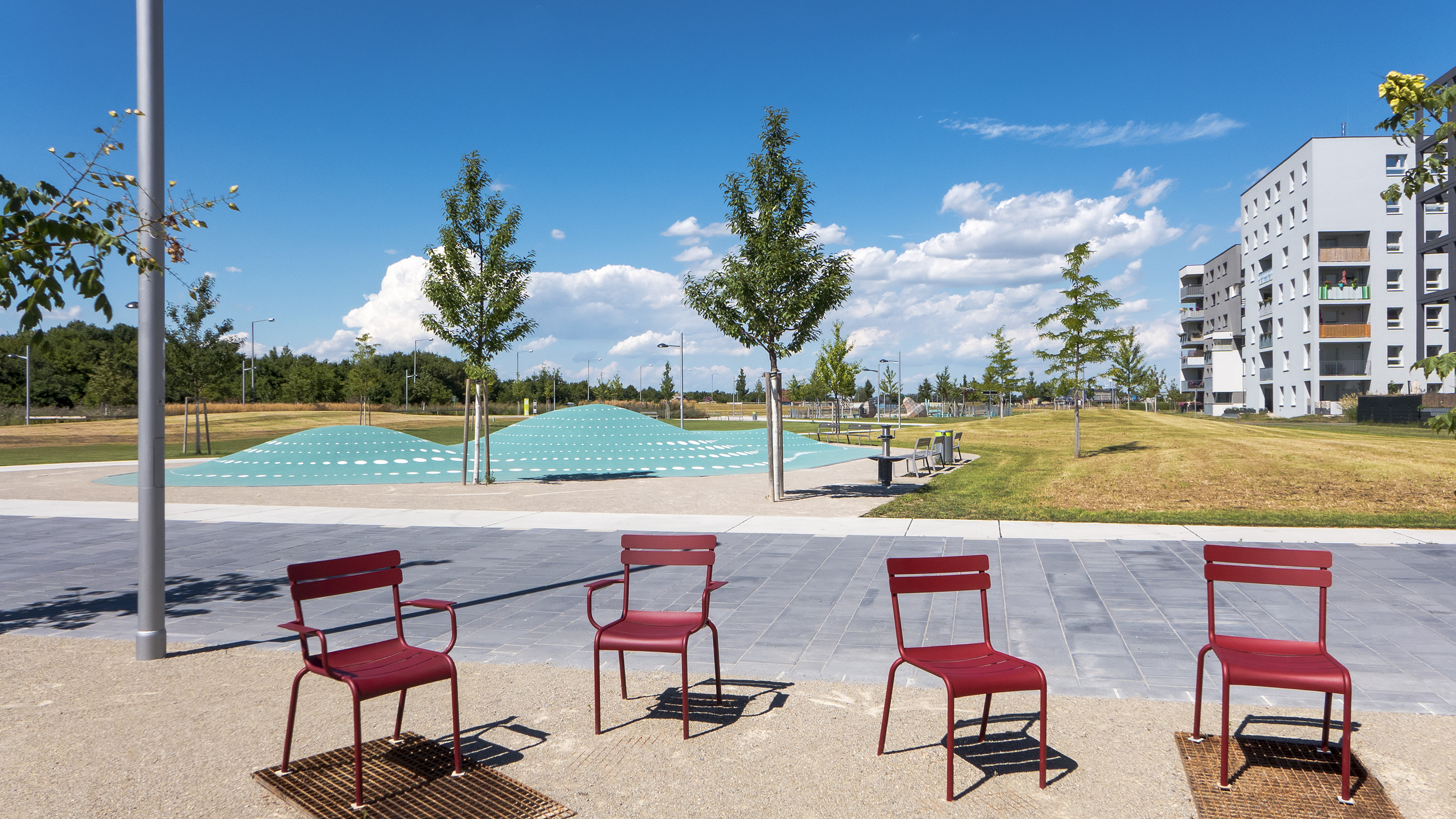
Yella-Hertzka-Park

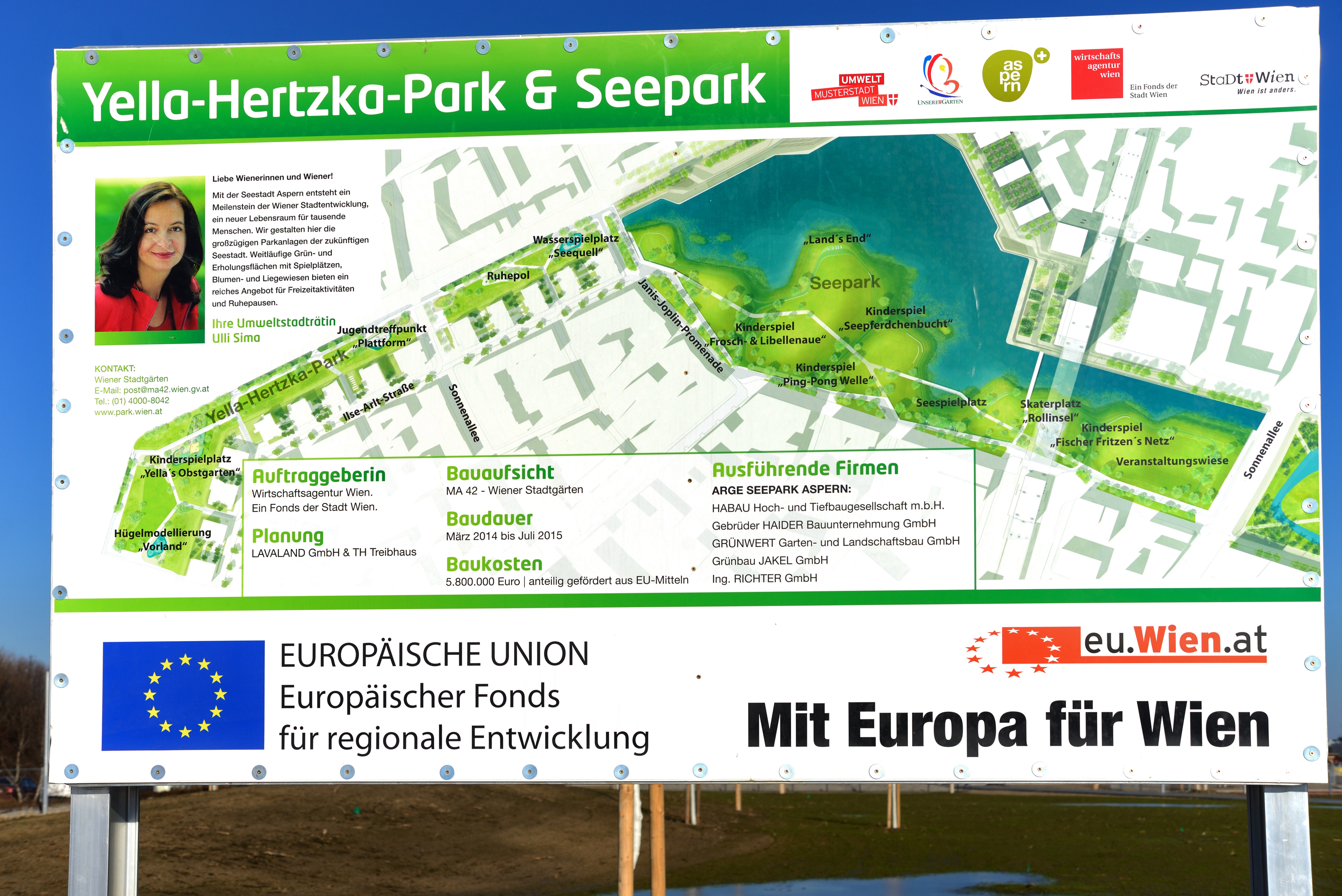
Hinweistafel, Yella-Hertzka-Park

Der Yella-Hertzka-Park ist eine rund 16.000 Quadratmeter große Parkanlage im 22. Wiener Gemeindebezirk, Donaustadt, in der Seestadt Aspern.
Der Park wurde auf Beschluss vom 28. Februar 2012 des Wiener Gemeinderatsausschusses für Kultur und Wissenschaft nach der österreichischen Frauenrechtlerin und Gärtnerin Yella Hertzka (1873–1948) benannt, welche im Jahr 1913 die erste höhere Gartenbauschule für Mädchen in Wien gründete und diese bis 1938 leitete. Am 26. Mai 2014 starteten die Bauarbeiten mit einem Spatenstich. Die Eröffnung erfolgte am 3. Juli 2015.